# Gusau

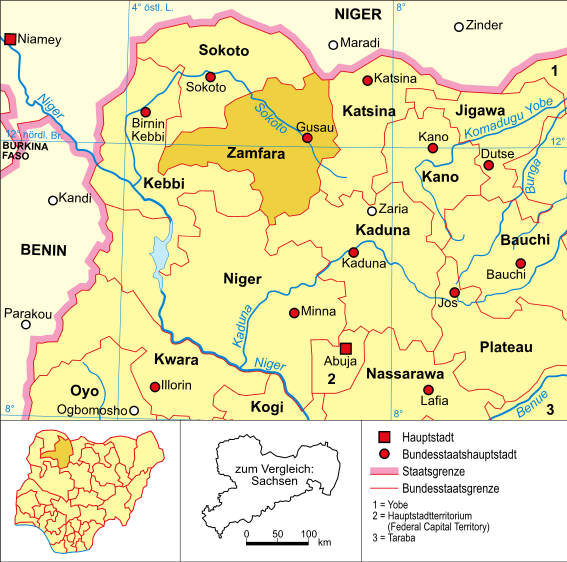
Lage Gusaus in Nigeria

Gusau ist die Hauptstadt des nigerianischen Bundesstaates Zamfara. Nach einer Berechnung für 2012 hat die Stadt 147.034 Einwohner.
Gusau liegt im Nordwesten Nigerias am Fluss Sokoto. Die Einwohner, muslimische Hausa-Fulani, führten hier 1999 die Scharia ein. Am 1. Oktober 2006 kam es in der Nähe der Stadt zu einem Dammbruch (Gusau-Dammbruch), der etwa 40 Todesopfer forderte.
In Gusau liegt das Sardauna Memorial Stadium es wird derzeit überwiegend für die Austragung von Fußballspielen genutzt und ist dabei die Heimspielstätte des Vereins Zamfara United. Das Stadion hat ein Fassungsvermögen von 5000 Personen.

## Persönlichkeiten
- Gerald Mamman Musa (* 1971), römisch-katholischer Geistlicher, Bischof von Katsina